# Notiophilus aquaticus
Notiophilus aquaticus – gatunek chrząszcza z rodziny biegaczowatych, podrodziny Nebriinae i plemienia Notiophilini.

## Taksonomia
Gatunek ten opisany został w 1758 roku przez Karola Linneusza jako Cicindela aquatica. Opisany w 1903 roku Notiophilus semenovi został zsynonimizowany z tym gatunkiem, po czym na powrót wyniesiony do rangi gatunku w 2012 roku. Wraz z kilkoma innymi gatunkami tworzą grupę gatunków N. aquaticus.

## Opis
Ciało długości od 4,5 do 6 mm, wąskie z raczej wypukłymi pokrywami, których drugi międzyrząd jest węższy od trzech kolejnych razem wziętych. Ubarwienie czarne, od spodu ze słabym, a od góry z silniejszym metalicznym połyskiem, który może być mosiężny, zielonkawy lub niebieskawy. Głaszczki oraz, przynajmniej pod spodem, nasady czułków mniej lub bardziej rozjaśnione. Pokrywy, zwłaszcza w części wierzchołkowej, mogą być u niektórych okazów nieco rudawe. Głowa o wyłupiastych oczach i równoległych bruzdach czołowych, tak szeroka jak przedplecze, którego boki są nieco zaokrąglone. Odnóża zwykle jednolicie czarne, jedynie u niektórych aberracji przednie odnóża mogą być co najmniej nieco rozjaśnione.
Od podobnego N. aestuans gatunek ten wyróżnia się obecnością tylko jednego dużego punktu przedwierzchołkowego (preapikalnego) na pokrywach. Wyjątkowo obecny może być szczątkowy punkt drugi. U N. aestuans zawsze są obecne dwa w pełni rozwinięte punkty. Ponadto N. aquaticus odróżnia się bardziej wypukłymi pokrywami, międzyrzędami od 3. do 7. pozbawionymi płaskich wgłębień, rzędami kończącymi się dalej od wierzchołka pokryw oraz grubszą i rzadszą punktacją przedplecza.
Od do niedawna synonimizowanego N. semenovi gatunek ten można odróżnić po znacznie mniej sercowatym w obrysie przedpleczu, niewyciągniętych na boki kątach przedplecza, mniej intensywnym punktowaniu rzędów pokryw, a u samca nadto krótszym i mniej wypukłym edeagusem. Dodatkowo N. semenovi ma zwykle dwubarwne odnóża.

## Biologia i ekologia
Występuje na umiarkowanie wilgotnych glebach piaszczysto-żwirowatych, czasami gliniastych, na stanowiskach słabo ocienionych, jak skraje lasów i pól, łąki czy wrzosowiska. Aktywny od wczesnej wiosny do późnej jesieni.

## Rozprzestrzenienie
Wyszczerek ten jest szeroko rozprzestrzeniony w Holarktyce. Jest jedynym przedstawicielem rodzaju o chorotypie circumborealnym. W Europie wykazany został z Andory, Austrii, Belgii, Białorusi, Bośni i Hercegowiny, Bułgarii, Chorwacji, Czech, Danii, Estonii, Finlandii, Francji, Hiszpanii, Holandii, Irlandii, Islandii, byłej Jugosławii, Liechtensteinu, Litwy, Luksemburgu, Łotwy, Macedonii Północnej, Mołdawii, Niemiec, Norwegii, Polski, Rosji, w tym obwodu królewieckiego, Słowacji, Słowenii, Szwecji, Szwajcarii, Ukrainy, Wielkiej Brytanii, Włoch i Wysp Owczych. W Azji zasiedla Syberię (sięgając w tundrze daleko na północ), Armenię, Gruzję, Kazachstan, Mongolię i Japonię. Znany też z Ameryki Północnej, w tym Stanów Zjednoczonych oraz kanadyjskich: Alberty, Kolumbii Brytyjskiej, Labradoru, Manitoby, Nowego Brunszwiku, Nowej Fundlandii, Nowej Szkocji, Ontario, Quebecu, Saskatchewanu i Jukonu.